# Rouge flamande
Ne doit pas être confondu avec Rouge de Flandres.
La rouge flamande, ou rouge du Nord, est une race bovine française.

## Origine nord de la france

### Historique
Elle appartient au rameau rouge de la Baltique. Elle est venue du Nord-Est de l'Europe par l'Allemagne et la Belgique au cours du Moyen Âge[réf. nécessaire]. Elle était issue de trois populations proches, la berguenarde ou race de Bergues, la casselloise et la bailleuloise ou race de Bailleul. Au début du XIXe siècle, la robe était rouge acajou très sombre, parfois noire et des marques blanches sur la tête fréquentes. La sélection ayant conduit à la race actuelle a éliminé les marques blanches et la robe s'est éclaircie sous l'action de la rouge danoise.
Au XIXe siècle d'autres vaches rouges moins performantes ont été absorbées par la flamande. Il s'agit de races cousines, comme l'artésienne, la boulonnaise, la saint-pôlaise, ou la maroillaise. La picarde ou guisarde, était probablement une flamande métissée de normande.
Cette race figure parmi les plus anciennes de France. Son livre généalogique a été ouvert en 1886 à Bergues (Nord). Le cheptel, qui était l'un des plus importants de France au début du XXe siècle a fortement décliné. Elle a subi des pertes très importantes sur son troupeau au cours de la Seconde Guerre mondiale, tant du fait des bombardements que des réquisitions. Elle a reçu d'importants apports, de l'ordre de 20 %, de sang de rouge danoise à partir de 1965 et il ne reste environ 2000 flamandes originelles.

### Géographique
On la trouve principalement dans les régions Nord-Pas-de-Calais et Picardie. Il comprenait, en 2004, environ 2 500 vaches. Cet effectif limité est le résultat de la concurrence de races plus performantes (prim'Holstein). Un plan de sauvegarde de la race a été lancé en 1977. L'effectif est aujourd'hui stabilisé avec 3400 vaches et 56 taureaux disponibles en insémination artificielle. Il existe également une petite population de race flamande originelle qui a subi peu de croisements. Il en reste moins de 140 vaches. Elle risque de disparaître, fondue dans le reste de la population. Toutefois, Flandrine, une génisse qui possède moins de 10 % d'influence danoise est née en 2010.

Quelques exportations ont eu lieu, notamment vers la Chine, le Brésil et l'Australie.

## Morphologie
La robe est uniformément rouge acajou. Les mâles sont d'une couleur rouge plus foncée, presque noire. Des taches blanches limitées sont tolérées. Les cornes sont claires à pointes noires. 
C'est un bovin de grand format, la femelle a une hauteur au garrot de 1,37 et les mâles de 1,47 m, pour un poids moyen de, respectivement, 700 kg et 1 100 kg.

## Aptitudes et utilisation

### Agriculture
C'est une race hautement spécialisée pour le lait. La production moyenne s'établit à 6 600 kg de lait par lactation, avec un taux de matière grasse de 40,2 g/l et de protéines de 32,6 g/l. Son lait, grâce à sa richesse en protéines, est à la base de la production de certaines spécialités fromagères régionales : maroilles, bergues, mimolette, mont des Cats. La vache « Victorieuse », de race rouge flamande, fut la première vache française à franchir, dans les années 1930, la barre des 10 000 kg de lait dans une seule lactation. 
Elle est appréciée aussi pour sa longévité reconnue, et pour sa production de viande.

### Gestion conservatoire
Rustique et facile à manipuler, elle est également de plus en plus utilisée dans le Nord de la France pour la gestion de milieux naturels (comme la highland et la bretonne pie noir) ou des propriétés communales pour maintenir des prairies humides ouvertes avec une mosaïque d'habitats sans avoir recours à des machines ou à des interventions manuelles,,.

## Notoriété
Lors du Salon international de l'agriculture 2015, Filouse, représentante de la race de quatre ans est la vedette de l'année, représentée sur les affiches.